# Leonardo Canta Grandes Sucessos Vol. 2
Leonardo Canta Grandes Sucessos Vol. 2 é um álbum de estúdio do cantor Leonardo, lançado em 2005. É a segunda parte do projeto "Leonardo Canta Grandes Sucessos", trazendo grandes clássicos da música nacional, entre elas "Pareço Um Menino", o primeiro single do CD.

## Faixas
| N.º | Título                                     | Compositor(es)                                                     | Artista original | Duração |  |
| 1.  | "Tudo Passará"                             | Nelson Ned                                                         | Nelson Ned       | 3:13    |  |
| 2.  | "Hey"                                      | Giovanni Belfiore / Julio Iglesias / Mario Bauducci / Ramón Arcusa | Julio Iglesias   | 4:08    |  |
| 3.  | "Eu Só Tenho um Caminho"                   | Getúlio Côrtes                                                     | Roberto Carlos   | 2:55    |  |
| 4.  | "O Que É Que Há"                           | Fábio Júnior / Sergio Sa                                           | Fábio Júnior     | 3:33    |  |
| 5.  | "Deus, O Que Fazer"                        | José Augusto                                                       | José Augusto     | 4:14    |  |
| 6.  | "Me Esqueci de Viver (Me Olvide de Vivir)" | Jacques Revaux / Julio Iglesias / Pierre Billon                    | Julio Iglesias   | 4:21    |  |
| 7.  | "Se Ainda Existe Amor"                     | Raulzito / Sandra Syomara                                          | Balthazar        | 3:23    |  |
| 8.  | "Garoto de Aluguel (Taxi Boy)"             | Zé Ramalho                                                         | Zé Ramalho       | 5:48    |  |
| 9.  | "A Última Vez"                             | Pedro Paulo                                                        | Jerry Adriani    | 3:34    |  |
| 10. | "Desencontro de Primavera"                 | Hermes Aquino                                                      | Hermes Aquino    | 3:36    |  |
| 11. | "Lembranças"                               | Erasmo Carlos / Roberto Carlos                                     | Katia            | 4:07    |  |
| 12. | "Sol de Primavera"                         | Beto Guedes / Ronaldo Bastos                                       | Beto Guedes      | 3:24    |  |
| 13. | "Duas Vezes Você"                          | Cesar Augusto / César                                              | Cezar & Paulinho | 3:26    |  |
| 14. | "Serenata"                                 | Amado Batista / Fernando                                           | Amado Batista    | 2:50    |  |
| 15. | "Pareço um Menino"                         | Cesar Augusto / Piska                                              | Fábio Júnior     | 3:48    |  |

## Desempenho comercial
| Tabela Musical (2005)        | Melhor posição |
| ---------------------------- | -------------- |
| Brasil (TOP 20 Semanal ABPD) | 10             |

## Certificações
| País          | Certificação | Data | Certificado de vendas |
| ------------- | ------------ | ---- | --------------------- |
| Brasil - ABPD | Platina      | 2005 | 150.000               |